# Grupp 2 i kvalspelet till Europamästerskapet i fotboll för damer 2013
Grupp 2 i kvalspelet till Europamästerskapet i fotboll för damer 2013 var en av sju kvalificeringsgrupper till Fotbolls-EM och som spelades mellan 17 september 2011 och 19 september 2012. I gruppen spelade Kazakstan, Rumänien, Schweiz, Spanien, Turkiet och Tyskland.
Vinnaren av gruppen gick direkt vidare till EM-turneringen 2013 medan grupptvåan gick vidare till playoffspel.

## Tabell
| Nr | Lag       | S  | V | O | F | GM | IM | MS  | P  |
| -- | --------- | -- | - | - | - | -- | -- | --- | -- |
| 1  | Tyskland  | 10 | 9 | 1 | 0 | 64 | 3  | +61 | 28 |
| 2  | Spanien   | 10 | 6 | 2 | 2 | 43 | 14 | +29 | 20 |
| 3  | Rumänien  | 10 | 5 | 1 | 4 | 20 | 20 | 0   | 16 |
| 4  | Schweiz   | 10 | 5 | 0 | 5 | 29 | 24 | +5  | 15 |
| 5  | Kazakstan | 10 | 2 | 1 | 7 | 4  | 55 | −51 | 7  |
| 6  | Turkiet   | 10 | 0 | 1 | 9 | 4  | 48 | −44 | 1  |

## Matcher
|             | 17 september 2011 | Kazakstan | 0 – 3           | Rumänien                                       | Kazhimukana Munaytpasova                                 |                                                          |
| 17:00 UTC+6 | 17:00 UTC+6       |           | (0 – 2) Rapport | 7′ Laura Rus 15′ Ioana Bortan 51′ Andreea Laiu | Sjymkent Publik: 205 Domare: Caroline De Boeck (Belgien) | Sjymkent Publik: 205 Domare: Caroline De Boeck (Belgien) |
| 17:00 UTC+6 | 17:00 UTC+6       |           |                 |                                                | Sjymkent Publik: 205 Domare: Caroline De Boeck (Belgien) | Sjymkent Publik: 205 Domare: Caroline De Boeck (Belgien) |
| 17:00 UTC+6 | 17:00 UTC+6       |           |                 |                                                | Sjymkent Publik: 205 Domare: Caroline De Boeck (Belgien) | Sjymkent Publik: 205 Domare: Caroline De Boeck (Belgien) |

|             | 17 september 2011 | Tyskland                                                      | 4 – 1           | Schweiz             | WWK Arena                                                    |                                                              |
| 15:45 UTC+2 | 15:45 UTC+2       | Fatmire Alushi 32′, 66′ Linda Bresonik 73′ Martina Müller 79′ | (1 – 0) Rapport | 68′ Ramona Bachmann | Augsburg Publik: 6 632 Domare: Silvia Tea Spinelli (Italien) | Augsburg Publik: 6 632 Domare: Silvia Tea Spinelli (Italien) |
| 15:45 UTC+2 | 15:45 UTC+2       |                                                               |                 |                     | Augsburg Publik: 6 632 Domare: Silvia Tea Spinelli (Italien) | Augsburg Publik: 6 632 Domare: Silvia Tea Spinelli (Italien) |
| 15:45 UTC+2 | 15:45 UTC+2       |                                                               |                 |                     | Augsburg Publik: 6 632 Domare: Silvia Tea Spinelli (Italien) | Augsburg Publik: 6 632 Domare: Silvia Tea Spinelli (Italien) |

|             | 17 september 2011 | Turkiet          | 01 – 10         | Spanien | Recep Tayyip Erdoğan Stadium                          |                                                       |
| 19:00 UTC+3 | 19:00 UTC+3       | Leyla Güngör 20′ | (1 – 4) Rapport | 10′, 51′ Adriana Martín 11′, 65′ Priscila Borja 26′, 46′, 69′ Verónica Boquete 44′ Sonia Bermúdez 82′ Marta Corredera 86′ Amaia Olabarrieta | Istanbul Publik: 442 Domare: Tanja Schett (Österrike) | Istanbul Publik: 442 Domare: Tanja Schett (Österrike) |
| 19:00 UTC+3 | 19:00 UTC+3       |                  |                 | | Istanbul Publik: 442 Domare: Tanja Schett (Österrike) | Istanbul Publik: 442 Domare: Tanja Schett (Österrike) |
| 19:00 UTC+3 | 19:00 UTC+3       |                  |                 | | Istanbul Publik: 442 Domare: Tanja Schett (Österrike) | Istanbul Publik: 442 Domare: Tanja Schett (Österrike) |

|             | 21 september 2011 | Schweiz                                                  | 4 – 1           | Rumänien         | Stadion Brügglifeld                                |                                                    |
| 18:30 UTC+2 | 18:30 UTC+2       | Ana Maria Crnogorčević 43′, 87′ Ramona Bachmann 73′, 84′ | (1 – 0) Rapport | 54′ Cosmina Duşa | Aarau Publik: 650 Domare: Katalin Kulcsar (Ungern) | Aarau Publik: 650 Domare: Katalin Kulcsar (Ungern) |
| 18:30 UTC+2 | 18:30 UTC+2       |                                                          |                 |                  | Aarau Publik: 650 Domare: Katalin Kulcsar (Ungern) | Aarau Publik: 650 Domare: Katalin Kulcsar (Ungern) |
| 18:30 UTC+2 | 18:30 UTC+2       |                                                          |                 |                  | Aarau Publik: 650 Domare: Katalin Kulcsar (Ungern) | Aarau Publik: 650 Domare: Katalin Kulcsar (Ungern) |

|             | 22 september 2011 | Kazakstan                             | 2 – 0           | Turkiet | Kazhimukana Munaytpasova                             |                                                      |
| 17:00 UTC+6 | 17:00 UTC+6       | Larissa Li 57′ Begaim Kirgizbaeva 89′ | (0 – 0) Rapport |         | Sjymkent Publik: 350 Domare: Petra Chudá (Slovakien) | Sjymkent Publik: 350 Domare: Petra Chudá (Slovakien) |
| 17:00 UTC+6 | 17:00 UTC+6       |                                       |                 |         | Sjymkent Publik: 350 Domare: Petra Chudá (Slovakien) | Sjymkent Publik: 350 Domare: Petra Chudá (Slovakien) |
| 17:00 UTC+6 | 17:00 UTC+6       |                                       |                 |         | Sjymkent Publik: 350 Domare: Petra Chudá (Slovakien) | Sjymkent Publik: 350 Domare: Petra Chudá (Slovakien) |

|             | 22 oktober 2011 | Turkiet | 0 – 0   | Kazakstan | Burhanettin Kocamaz                                 |                                                     |
| 15:00 UTC+3 | 15:00 UTC+3     |         | Rapport |           | Tarsus Publik: 1 652 Domare: Leen Martens (Belgien) | Tarsus Publik: 1 652 Domare: Leen Martens (Belgien) |
| 15:00 UTC+3 | 15:00 UTC+3     |         |         |           | Tarsus Publik: 1 652 Domare: Leen Martens (Belgien) | Tarsus Publik: 1 652 Domare: Leen Martens (Belgien) |
| 15:00 UTC+3 | 15:00 UTC+3     |         |         |           | Tarsus Publik: 1 652 Domare: Leen Martens (Belgien) | Tarsus Publik: 1 652 Domare: Leen Martens (Belgien) |

|             | 22 oktober 2011 | Rumänien | 0 – 3           | Tyskland                                                          | Mogoşoaia stadion                                     |                                                       |
| 17:00 UTC+3 | 17:00 UTC+3     |          | (0 – 1) Rapport | 21′ Lena Goeßling 56′ Fatmire Alushi 59′ (str.) Melanie Behringer | Budapest Publik: 200 Domare: Jana Adámková (Tjeckien) | Budapest Publik: 200 Domare: Jana Adámková (Tjeckien) |
| 17:00 UTC+3 | 17:00 UTC+3     |          |                 |                                                                   | Budapest Publik: 200 Domare: Jana Adámková (Tjeckien) | Budapest Publik: 200 Domare: Jana Adámková (Tjeckien) |
| 17:00 UTC+3 | 17:00 UTC+3     |          |                 |                                                                   | Budapest Publik: 200 Domare: Jana Adámková (Tjeckien) | Budapest Publik: 200 Domare: Jana Adámková (Tjeckien) |

|             | 23 oktober 2011 | Spanien                                             | 3 – 2           | Schweiz                                | Pabellón de la Ciudad del Fútbol                        |                                                         |
| 12:00 UTC+2 | 12:00 UTC+2     | Adriana Martín 19′ (str.), 36′ Verónica Boquete 71′ | (2 – 0) Rapport | 58′ Ramona Bachmann 69′ Jehona Mehmeti | Las Rozas Publik: 350 Domare: Jenny Palmqvist (Sverige) | Las Rozas Publik: 350 Domare: Jenny Palmqvist (Sverige) |
| 12:00 UTC+2 | 12:00 UTC+2     |                                                     |                 |                                        | Las Rozas Publik: 350 Domare: Jenny Palmqvist (Sverige) | Las Rozas Publik: 350 Domare: Jenny Palmqvist (Sverige) |
| 12:00 UTC+2 | 12:00 UTC+2     |                                                     |                 |                                        | Las Rozas Publik: 350 Domare: Jenny Palmqvist (Sverige) | Las Rozas Publik: 350 Domare: Jenny Palmqvist (Sverige) |

|             | 27 oktober 2011 | Kazakstan | 0 – 4           | Spanien                                                               | BIIK Stadium                                                      |                                                                   |
| 15:00 UTC+4 | 15:00 UTC+4     |           | (0 – 1) Rapport | 18′, 82′ Sonia Bermúdez 51′ (str.) Adriana Martín 86′ Silvia Meseguer | Sjymkent Publik: 80 Domare: Mihaela Gurdon Basimamović (Kroatien) | Sjymkent Publik: 80 Domare: Mihaela Gurdon Basimamović (Kroatien) |
| 15:00 UTC+4 | 15:00 UTC+4     |           |                 |                                                                       | Sjymkent Publik: 80 Domare: Mihaela Gurdon Basimamović (Kroatien) | Sjymkent Publik: 80 Domare: Mihaela Gurdon Basimamović (Kroatien) |
| 15:00 UTC+4 | 15:00 UTC+4     |           |                 |                                                                       | Sjymkent Publik: 80 Domare: Mihaela Gurdon Basimamović (Kroatien) | Sjymkent Publik: 80 Domare: Mihaela Gurdon Basimamović (Kroatien) |

|             | 27 oktober 2011 | Rumänien                                                                        | 7 – 1           | Turkiet               | Mogoşoaia stadion                                             |                                                               |
| 17:00 UTC+3 | 17:00 UTC+3     | Andreea Laiu 6′ Raluca Sârghe 34′ Cosmina Duşa 37′, 47′, 60′ Laura Rus 74′, 86′ | (3 – 1) Rapport | 45+2′ Bilgin Defterli | Budapest Publik: 50 Domare: Donka Jeleva-Terzieva (Bulgarien) | Budapest Publik: 50 Domare: Donka Jeleva-Terzieva (Bulgarien) |
| 17:00 UTC+3 | 17:00 UTC+3     |                                                                                 |                 |                       | Budapest Publik: 50 Domare: Donka Jeleva-Terzieva (Bulgarien) | Budapest Publik: 50 Domare: Donka Jeleva-Terzieva (Bulgarien) |
| 17:00 UTC+3 | 17:00 UTC+3     |                                                                                 |                 |                       | Budapest Publik: 50 Domare: Donka Jeleva-Terzieva (Bulgarien) | Budapest Publik: 50 Domare: Donka Jeleva-Terzieva (Bulgarien) |

|             | 19 november 2011 | Tyskland | 17 – 00          | Kazakstan | BRITA-Arena                                               |                                                           |
| 15:45 UTC+1 | 15:45 UTC+1      | Célia Šašić 3′, 10′, 14′, 16′ Alexandra Popp 5′, 11′, 31′, 59′ Simone Laudehr 23′, 41′ Melanie Behringer 36′ (str.) Fatmire Alushi 51′ Babett Peter 62′, 65′, 89′ Martina Müller 74′, 85′ | (10 – 0) Rapport |           | Wiesbaden Publik: 6 528 Domare: Carina Vitulano (Italien) | Wiesbaden Publik: 6 528 Domare: Carina Vitulano (Italien) |
| 15:45 UTC+1 | 15:45 UTC+1      | |                  |           | Wiesbaden Publik: 6 528 Domare: Carina Vitulano (Italien) | Wiesbaden Publik: 6 528 Domare: Carina Vitulano (Italien) |
| 15:45 UTC+1 | 15:45 UTC+1      | |                  |           | Wiesbaden Publik: 6 528 Domare: Carina Vitulano (Italien) | Wiesbaden Publik: 6 528 Domare: Carina Vitulano (Italien) |

|             | 20 november 2011 | Rumänien | 0 – 4           | Spanien                                                         | Mogoşoaia stadion                                  |                                                    |
| 16:00 UTC+2 | 16:00 UTC+2      |          | (0 – 1) Rapport | 42′ Sonia Bermúdez 52′, 73′ Verónica Boquete 84′ Adriana Martín | Budapest Publik: 106 Domare: Gyöngyi Gaál (Ungern) | Budapest Publik: 106 Domare: Gyöngyi Gaál (Ungern) |
| 16:00 UTC+2 | 16:00 UTC+2      |          |                 |                                                                 | Budapest Publik: 106 Domare: Gyöngyi Gaál (Ungern) | Budapest Publik: 106 Domare: Gyöngyi Gaál (Ungern) |
| 16:00 UTC+2 | 16:00 UTC+2      |          |                 |                                                                 | Budapest Publik: 106 Domare: Gyöngyi Gaál (Ungern) | Budapest Publik: 106 Domare: Gyöngyi Gaál (Ungern) |

|             | 23 november 2011 | Turkiet                 | 1 – 2           | Rumänien                       | Buca Sehir                                              |                                                         |
| 14:00 UTC+2 | 14:00 UTC+2      | Maria Ficzay 86′ (sjm.) | (0 – 1) Rapport | 11′ Laura Rus 62′ Maria Ficzay | Izmir Publik: 282 Domare: Karolina Radzik-Johan (Polen) | Izmir Publik: 282 Domare: Karolina Radzik-Johan (Polen) |
| 14:00 UTC+2 | 14:00 UTC+2      |                         |                 |                                | Izmir Publik: 282 Domare: Karolina Radzik-Johan (Polen) | Izmir Publik: 282 Domare: Karolina Radzik-Johan (Polen) |
| 14:00 UTC+2 | 14:00 UTC+2      |                         |                 |                                | Izmir Publik: 282 Domare: Karolina Radzik-Johan (Polen) | Izmir Publik: 282 Domare: Karolina Radzik-Johan (Polen) |

|             | 24 november 2011 | Schweiz | 8 – 1           | Kazakstan            | Stadion Brügglifeld                                    |                                                        |
| 18:00 UTC+1 | 18:00 UTC+1      | Lara Dickenmann 4′, 45+1′, 81′ Sandy Mändly 16′ Martina Moser 28′ (str.) Lia Wälti 44′ Ramona Bachmann 56′, 60′ | (5 – 1) Rapport | 42′ Saule Karibayeva | Aarau Publik: 750 Domare: Gordana Kuzmanović (Serbien) | Aarau Publik: 750 Domare: Gordana Kuzmanović (Serbien) |
| 18:00 UTC+1 | 18:00 UTC+1      | |                 |                      | Aarau Publik: 750 Domare: Gordana Kuzmanović (Serbien) | Aarau Publik: 750 Domare: Gordana Kuzmanović (Serbien) |
| 18:00 UTC+1 | 18:00 UTC+1      | |                 |                      | Aarau Publik: 750 Domare: Gordana Kuzmanović (Serbien) | Aarau Publik: 750 Domare: Gordana Kuzmanović (Serbien) |

|             | 24 november 2011 | Spanien                               | 2 – 2           | Tyskland                                 | Estadio Escribano Castilla                             |                                                        |
| 20:30 UTC+1 | 20:30 UTC+1      | Verónica Boquete 57′ Ana Romero 90+1′ | (0 – 2) Rapport | 27′ Lena Goeßling 30′ (sjm.) Ruth García | Motril Publik: 2 600 Domare: Kateryna Monzul (Ukraina) | Motril Publik: 2 600 Domare: Kateryna Monzul (Ukraina) |
| 20:30 UTC+1 | 20:30 UTC+1      |                                       |                 |                                          | Motril Publik: 2 600 Domare: Kateryna Monzul (Ukraina) | Motril Publik: 2 600 Domare: Kateryna Monzul (Ukraina) |
| 20:30 UTC+1 | 20:30 UTC+1      |                                       |                 |                                          | Motril Publik: 2 600 Domare: Kateryna Monzul (Ukraina) | Motril Publik: 2 600 Domare: Kateryna Monzul (Ukraina) |

|             | 15 februari 2012 | Turkiet | 0 – 5           | Tyskland                                                                            | Buca Arena                                               |                                                          |
| 17:00 UTC+2 | 17:00 UTC+2      |         | (0 – 2) Rapport | 10′ Dzsenifer Marozsán 11′ Célia Šašić 71′ Linda Bresonik 76′, 90′Melanie Behringer | Izmir Publik: 1 342 Domare: Gordana Kuzmanović (Serbien) | Izmir Publik: 1 342 Domare: Gordana Kuzmanović (Serbien) |
| 17:00 UTC+2 | 17:00 UTC+2      |         |                 |                                                                                     | Izmir Publik: 1 342 Domare: Gordana Kuzmanović (Serbien) | Izmir Publik: 1 342 Domare: Gordana Kuzmanović (Serbien) |
| 17:00 UTC+2 | 17:00 UTC+2      |         |                 |                                                                                     | Izmir Publik: 1 342 Domare: Gordana Kuzmanović (Serbien) | Izmir Publik: 1 342 Domare: Gordana Kuzmanović (Serbien) |

|             | 31 mars 2012 | Rumänien                                    | 3 – 0           | Kazakstan | Stadionul Buftea                                    |                                                     |
| 11:00 UTC+1 | 11:00 UTC+1  | Anne-Marie Bănuţă 53′, 87′ Cosmina Duşa 65′ | (0 – 0) Rapport |           | Buftea Publik: 60 Domare: Sabine Bonnin (Frankrike) | Buftea Publik: 60 Domare: Sabine Bonnin (Frankrike) |
| 11:00 UTC+1 | 11:00 UTC+1  |                                             |                 |           | Buftea Publik: 60 Domare: Sabine Bonnin (Frankrike) | Buftea Publik: 60 Domare: Sabine Bonnin (Frankrike) |
| 11:00 UTC+1 | 11:00 UTC+1  |                                             |                 |           | Buftea Publik: 60 Domare: Sabine Bonnin (Frankrike) | Buftea Publik: 60 Domare: Sabine Bonnin (Frankrike) |

|             | 31 mars 2012 | Tyskland                                          | 5 – 0           | Spanien | Carl-Benz-Stadion                                         |                                                           |
| 16:00 UTC+1 | 16:00 UTC+1  | Célia Šašić 24′, 58′, 68′, 86′ Alexandra Popp 61′ | (1 – 0) Rapport |         | Mannheim Publik: 11 617 Domare: Efthalia Mitsi (Grekland) | Mannheim Publik: 11 617 Domare: Efthalia Mitsi (Grekland) |
| 16:00 UTC+1 | 16:00 UTC+1  |                                                   |                 |         | Mannheim Publik: 11 617 Domare: Efthalia Mitsi (Grekland) | Mannheim Publik: 11 617 Domare: Efthalia Mitsi (Grekland) |
| 16:00 UTC+1 | 16:00 UTC+1  |                                                   |                 |         | Mannheim Publik: 11 617 Domare: Efthalia Mitsi (Grekland) | Mannheim Publik: 11 617 Domare: Efthalia Mitsi (Grekland) |

|             | 31 mars 2012 | Schweiz                                                                                | 5 – 0           | Turkiet | Stadion Brügglifeld                                   |                                                       |
| 18:00 UTC+1 | 18:00 UTC+1  | Sandy Mändly 3′, 9′ Ramona Bachmann 30′ Ana-Maria Crnogorčević 53′ Lara Dickenmann 87′ | (3 – 0) Rapport |         | Aarau Publik: 1 200 Domare: Marina Mamaeva (Ryssland) | Aarau Publik: 1 200 Domare: Marina Mamaeva (Ryssland) |
| 18:00 UTC+1 | 18:00 UTC+1  |                                                                                        |                 |         | Aarau Publik: 1 200 Domare: Marina Mamaeva (Ryssland) | Aarau Publik: 1 200 Domare: Marina Mamaeva (Ryssland) |
| 18:00 UTC+1 | 18:00 UTC+1  |                                                                                        |                 |         | Aarau Publik: 1 200 Domare: Marina Mamaeva (Ryssland) | Aarau Publik: 1 200 Domare: Marina Mamaeva (Ryssland) |

|             | 5 april 2012 | Spanien | 13 – 00         | Kazakstan | La Ciudad del Fútbol                              |                                                   |
| 12:00 UTC+2 | 12:00 UTC+2  | Verónica Boquete 20′ (str.), 68′ (str.) Sonia Bermúdez 22′ Priscila Borja 29′, 54′ María Paz Vilas 33′, 38′, 45′, 51′, 59′, 60′, 79′ Marta Torrejón 78′ | (6 – 0) Rapport |           | Madrid Publik: 250 Domare: Lilach Asulin (Israel) | Madrid Publik: 250 Domare: Lilach Asulin (Israel) |
| 12:00 UTC+2 | 12:00 UTC+2  | |                 |           | Madrid Publik: 250 Domare: Lilach Asulin (Israel) | Madrid Publik: 250 Domare: Lilach Asulin (Israel) |
| 12:00 UTC+2 | 12:00 UTC+2  | |                 |           | Madrid Publik: 250 Domare: Lilach Asulin (Israel) | Madrid Publik: 250 Domare: Lilach Asulin (Israel) |

|             | 5 april 2012 | Schweiz | 0 – 6           | Tyskland                                                                    | Stadion Brügglifeld                                  |                                                      |
| 18:15 UTC+2 | 18:15 UTC+2  |         | (0 – 3) Rapport | 16′, 38′, 71′, 85′ Célia Šašić 24′ Anja Mittag 64′ (sjm.) Marie-Andrea Egli | Aarau Publik: 3 600 Domare: Tanja Schett (Österrike) | Aarau Publik: 3 600 Domare: Tanja Schett (Österrike) |
| 18:15 UTC+2 | 18:15 UTC+2  |         |                 |                                                                             | Aarau Publik: 3 600 Domare: Tanja Schett (Österrike) | Aarau Publik: 3 600 Domare: Tanja Schett (Österrike) |
| 18:15 UTC+2 | 18:15 UTC+2  |         |                 |                                                                             | Aarau Publik: 3 600 Domare: Tanja Schett (Österrike) | Aarau Publik: 3 600 Domare: Tanja Schett (Österrike) |

|             | 31 maj 2012 | Tyskland                                                              | 5 – 0           | Rumänien | Schüco Arena                                                  |                                                               |
| 18:00 UTC+2 | 18:00 UTC+2 | Linda Bresonik 1′ Alexandra Popp 34′, 50′, 90′ Dzsenifer Marozsán 40′ | (3 – 0) Rapport |          | Bielefeld Publik: 8 183 Domare: Alexandra Ihringova (England) | Bielefeld Publik: 8 183 Domare: Alexandra Ihringova (England) |
| 18:00 UTC+2 | 18:00 UTC+2 |                                                                       |                 |          | Bielefeld Publik: 8 183 Domare: Alexandra Ihringova (England) | Bielefeld Publik: 8 183 Domare: Alexandra Ihringova (England) |
| 18:00 UTC+2 | 18:00 UTC+2 |                                                                       |                 |          | Bielefeld Publik: 8 183 Domare: Alexandra Ihringova (England) | Bielefeld Publik: 8 183 Domare: Alexandra Ihringova (England) |

|             | 16 juni 2012 | Schweiz                                                                | 4 – 3           | Spanien                                                         | Stadion Brügglifeld                                 |                                                     |
| 18:30 UTC+2 | 18:30 UTC+2  | Ramona Bachmann 18′, 80′ Ana-Maria Crnogorčević 54′ Selina Zumbühl 82′ | (1 – 2) Rapport | 25′ María Paz Vilas 37′ Ruth García 73′ (str.) Verónica Boquete | Aarau Publik: 760 Domare: Kirsi Heikkinen (Finland) | Aarau Publik: 760 Domare: Kirsi Heikkinen (Finland) |
| 18:30 UTC+2 | 18:30 UTC+2  |                                                                        |                 |                                                                 | Aarau Publik: 760 Domare: Kirsi Heikkinen (Finland) | Aarau Publik: 760 Domare: Kirsi Heikkinen (Finland) |
| 18:30 UTC+2 | 18:30 UTC+2  |                                                                        |                 |                                                                 | Aarau Publik: 760 Domare: Kirsi Heikkinen (Finland) | Aarau Publik: 760 Domare: Kirsi Heikkinen (Finland) |

|             | 21 juni 2012 | Spanien                                                            | 4 – 0           | Turkiet | La Ciudad del Fútbol                           |                                                |
| 11:30 UTC+2 | 11:30 UTC+2  | Sonia Bermúdez 13′ María Paz Vilas 32′, 34′ Seval Kıraç 73′ (sjm.) | (3 – 0) Rapport |         | Madrid Publik: 100 Domare: Rhona Daly (Irland) | Madrid Publik: 100 Domare: Rhona Daly (Irland) |
| 11:30 UTC+2 | 11:30 UTC+2  |                                                                    |                 |         | Madrid Publik: 100 Domare: Rhona Daly (Irland) | Madrid Publik: 100 Domare: Rhona Daly (Irland) |
| 11:30 UTC+2 | 11:30 UTC+2  |                                                                    |                 |         | Madrid Publik: 100 Domare: Rhona Daly (Irland) | Madrid Publik: 100 Domare: Rhona Daly (Irland) |

|             | 21 juni 2012 | Rumänien                                 | 4 – 2           | Schweiz                                     | Stadionul Buftea                                          |                                                           |
| 19:00 UTC+3 | 19:00 UTC+3  | Laura Rus 41′, 60′, 81′ Cosmina Duşa 61′ | (1 – 1) Rapport | 8′ Ana-Maria Crnogorčević 64′ Caroline Abbé | Buftea Publik: 100 Domare: Natalia Avdonchenko (Ryssland) | Buftea Publik: 100 Domare: Natalia Avdonchenko (Ryssland) |
| 19:00 UTC+3 | 19:00 UTC+3  |                                          |                 |                                             | Buftea Publik: 100 Domare: Natalia Avdonchenko (Ryssland) | Buftea Publik: 100 Domare: Natalia Avdonchenko (Ryssland) |
| 19:00 UTC+3 | 19:00 UTC+3  |                                          |                 |                                             | Buftea Publik: 100 Domare: Natalia Avdonchenko (Ryssland) | Buftea Publik: 100 Domare: Natalia Avdonchenko (Ryssland) |

|             | 15 september 2012 | Kazakstan | 0 – 7           | Tyskland | Shakhter Stadium                                       |                                                        |
| 19:00 UTC+6 | 19:00 UTC+6       |           | (0 – 3) Rapport | 8′, 42′ Célia Šašić 33′ Viola Odebrecht 55′ Anja Mittag 63′ Bianca Schmidt 86′ Martina Müller 87′ Lena Goeßling | Qaraghandy Publik: 1 000 Domare: Monica Larsen (Norge) | Qaraghandy Publik: 1 000 Domare: Monica Larsen (Norge) |
| 19:00 UTC+6 | 19:00 UTC+6       |           |                 | | Qaraghandy Publik: 1 000 Domare: Monica Larsen (Norge) | Qaraghandy Publik: 1 000 Domare: Monica Larsen (Norge) |
| 19:00 UTC+6 | 19:00 UTC+6       |           |                 | | Qaraghandy Publik: 1 000 Domare: Monica Larsen (Norge) | Qaraghandy Publik: 1 000 Domare: Monica Larsen (Norge) |

|             | 15 september 2012 | Turkiet         | 1 – 3           | Schweiz                                      | Atatürk Olimpiyat Stadyumu                         |                                                    |
| 18:00 UTC+3 | 18:00 UTC+3       | Yağmur Uraz 27′ | (1 – 1) Rapport | 25′ Lara Dickenmann 70′, 73′ Ramona Bachmann | Istanbul Publik: 124 Domare: Ginta Pēce (Lettland) | Istanbul Publik: 124 Domare: Ginta Pēce (Lettland) |
| 18:00 UTC+3 | 18:00 UTC+3       |                 |                 |                                              | Istanbul Publik: 124 Domare: Ginta Pēce (Lettland) | Istanbul Publik: 124 Domare: Ginta Pēce (Lettland) |
| 18:00 UTC+3 | 18:00 UTC+3       |                 |                 |                                              | Istanbul Publik: 124 Domare: Ginta Pēce (Lettland) | Istanbul Publik: 124 Domare: Ginta Pēce (Lettland) |

|             | 19 september 2012 | Kazakstan         | 1 – 0           | Schweiz | Shakhter Stadium                                            |                                                             |
| 15:00 UTC+6 | 15:00 UTC+6       | Mariya Yalova 58′ | (0 – 0) Rapport |         | Qaraghandy Publik: 300 Domare: Marija Damjanović (Kroatien) | Qaraghandy Publik: 300 Domare: Marija Damjanović (Kroatien) |
| 15:00 UTC+6 | 15:00 UTC+6       |                   |                 |         | Qaraghandy Publik: 300 Domare: Marija Damjanović (Kroatien) | Qaraghandy Publik: 300 Domare: Marija Damjanović (Kroatien) |
| 15:00 UTC+6 | 15:00 UTC+6       |                   |                 |         | Qaraghandy Publik: 300 Domare: Marija Damjanović (Kroatien) | Qaraghandy Publik: 300 Domare: Marija Damjanović (Kroatien) |

|             | 19 september 2012 | Tyskland | 10 – 00 | Turkiet | Schauinsland-Reisen-Arena                                     |                                                               |
| 17:00 UTC+2 | 17:00 UTC+2       | Célia Šašić 17′, 74′ Anja Mittag 24′ Simone Laudehr 45+1′ (str.) Melanie Behringer 52′, 60′ (str.) Martina Müller 72′, 86′, 90+2′ Fatmire Alushi 85′ | Rapport |         | Duisburg Publik: 6 467 Domare: Natalia Avdonchenko (Ryssland) | Duisburg Publik: 6 467 Domare: Natalia Avdonchenko (Ryssland) |
| 17:00 UTC+2 | 17:00 UTC+2       | |         |         | Duisburg Publik: 6 467 Domare: Natalia Avdonchenko (Ryssland) | Duisburg Publik: 6 467 Domare: Natalia Avdonchenko (Ryssland) |
| 17:00 UTC+2 | 17:00 UTC+2       | |         |         | Duisburg Publik: 6 467 Domare: Natalia Avdonchenko (Ryssland) | Duisburg Publik: 6 467 Domare: Natalia Avdonchenko (Ryssland) |

|             | 19 september 2012 | Spanien | 0 – 0   | Rumänien | La Ciudad del Fútbol                                         |                                                              |
| 18:00 UTC+2 | 18:00 UTC+2       |         | Rapport |          | Madrid Publik: 298 Domare: Anastasia Pustovoitova (Ryssland) | Madrid Publik: 298 Domare: Anastasia Pustovoitova (Ryssland) |
| 18:00 UTC+2 | 18:00 UTC+2       |         |         |          | Madrid Publik: 298 Domare: Anastasia Pustovoitova (Ryssland) | Madrid Publik: 298 Domare: Anastasia Pustovoitova (Ryssland) |
| 18:00 UTC+2 | 18:00 UTC+2       |         |         |          | Madrid Publik: 298 Domare: Anastasia Pustovoitova (Ryssland) | Madrid Publik: 298 Domare: Anastasia Pustovoitova (Ryssland) |